# Umm el-Kaáb
| p | q · r | O49 |

| p | q · r | O49 |

Umm el-Kaáb (arabul: أم القعاب, Umm al-Qaʿāb) egy arab földrajzi kifejezés a mai Egyiptomban, az ókori Abüdosz mellett. Jelentése: „cserepek anyja”, ami arra utal, hogy már évszázadok óta találtak ezen a területen a felszínen edénytöredékeket. A 20. század folyamán tisztázódott, hogy a cserepek egy kora ókori temetőből származnak. A temetőt az ókori Egyiptom legkorábbi történeti korszakaiban, a 0. dinasztia, I. dinasztia és II. dinasztia korában használták az i. e. 4. évezred utolsó harmadában. Mára az óegyiptomi neve is ismert: Peker. Névváltozatai az w-pqr és a r3-pqr, amelyek egy ismeretlen növényre utalnak, a t3-dsr, amely általában sivatagot vagy elhagyatott helyet jelent, illetve a ḥḥ-el (örökkévalóság) kapcsolatos fogalmak.
A temetőt két fő szektorra osztották, a B és U körzetekre. A B-körzet a 0–I. dinasztiák fordulójának környékén uralkodó királyok temetője. Az U-körzet egyrészt a korábbi predinasztikus sírok (B-től északra), másrészt az I. és II. dinasztia uralkodóinak temetője (B-től délnyugatra). Az U-körzet megnevezést újabban már csak a predinasztikus részre használják, a későbbi királysírokat egyszerűen az ábécé betűivel jelölik, elhagyva előle az U-t.

## Története

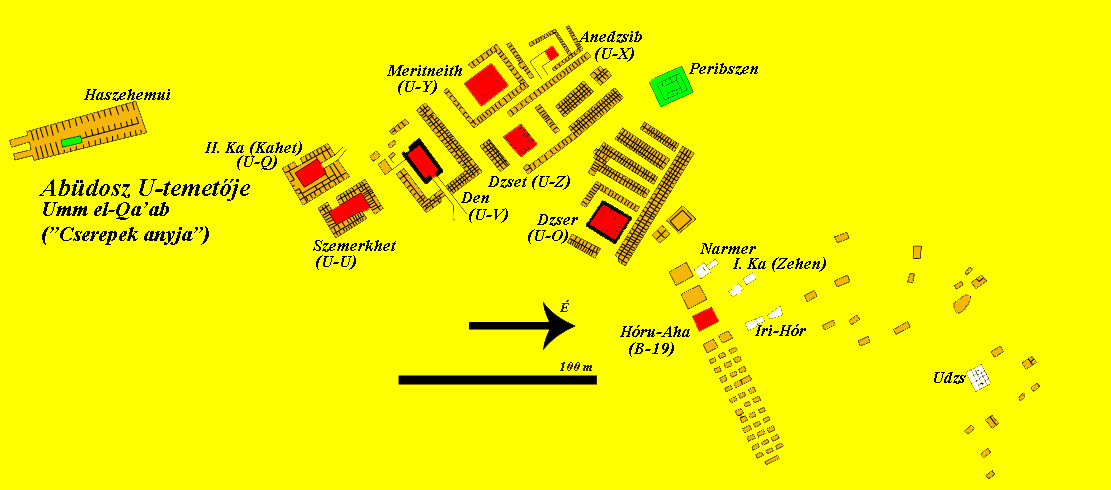
Umm el-Kaáb temetője

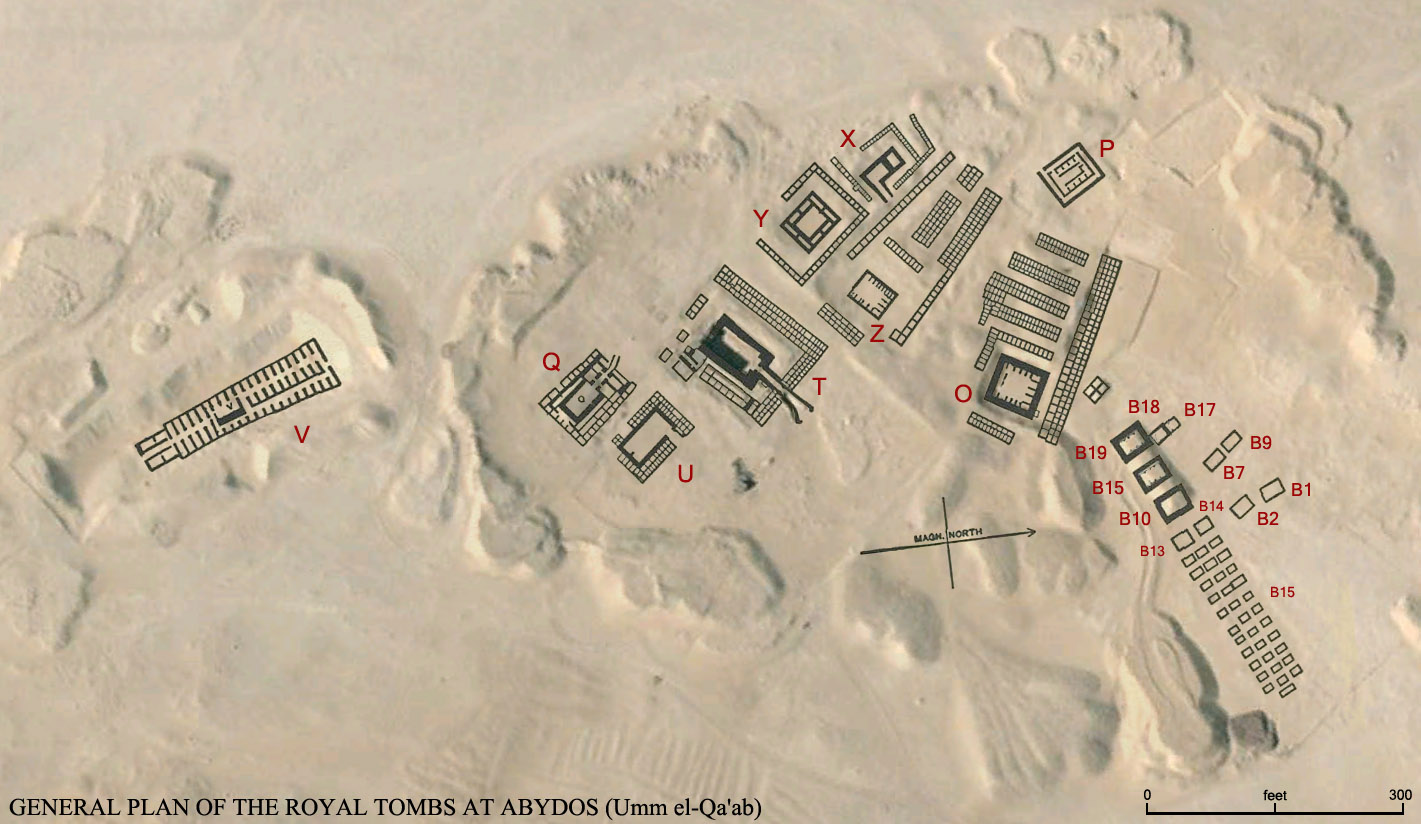
A temető műholdképe

Umm el-Kaáb első emlékei egy nagyon korai, a Nagada I kultúrához tartozó, helyi jelentőségű temetőből származnak. Ekkor még semmiben sem különbözött Felső-Egyiptom többi temetőjétől. Nagada II időszakában jelentősen kiterjedt, valószínűleg az itt temetkező körzet népességszáma ugrásszerűen megnőtt. Ekkortól a nagadai T temető szegényedni kezd, és a tőle alig hat kilométerre fekvő Pekerben a T temető gazdag sírjaihoz hasonló épített sírok tűnnek fel. A nagy kiterjedésű sírmezőben az első nagyméretű sír az U-j jelű, amelyet korábban egyszerű nemesi sírnak gondoltak, ám valószínűleg I. Skorpió sírhelye. Ettől kezdve egészen Haszehemui idejéig a fő királytemetkezési hellyé vált, és csak néhány uralkodó hagyta el, hogy máshol építtessen sírt magának.
A sírok többször mentek át koncepcióváltáson. Az első királysír az óbirodalmi alsó-egyiptomi masztabákhoz hasonló, több helyiségre osztott építmény. Azonban mindjárt az időrendben következő, Iri-Hór egy új elképzelést, a kettős veremsírt vezette be. Érdekessége ennek, hogy ez a tervezés jó egy évszázaddal korábban megjelent a kusztuli L temetőben, az A csoport késői szakaszában.
Ezt a formát azonban Pekerben csak négy sír képviseli, Hór-Aha jelentősen átalakította az alapelképzelést, majd I. Teti még használta, de az I–II. dinasztia további uralkodói Dzsertől kezdve már az egy sírkamrás, de azon belül több fülkével tagolt elrendezésű sírokat építettek.
Az Óbirodalom korában a temetőt az abdzsui Hentiamentiu védnöksége alá helyezték, az V. dinasztia korától ezen isten kultuszai összeolvadtak Ozirisz tiszteletével. Néhány magánsztélén középbirodalmi szövegek olvashatók, az újbirodalom idején és a késői korszakban zarándokhellyé vált. A fő kultuszközpont Dzser sírja lett, amit megnyitottak a látogatók előtt és a XIII. dinasztia korában egy Ozirisz-szobrot is elhelyeztek benne. A Középbirodalom idején felújítottak egyes 1000 éves sírokat, mint például Anedzsib- és Szemerkhet sírját. Valamikor ebben a periódusban egy nagy tűzvész pusztított a temetőben, több királysír faburkolatai teljesen kiégtek.
Még a késői korban, Uahibré király is építtetett egy kisebb kápolnát a Dzser-sír mellé.

## Feltárása
A királyi temetőt 1885-ben Émile Amélineau kutatta és 1899-ig számos sírt tárt fel. Közvetlenül utána, 1899–1901-ben Flinders Petrie végzett ásatásokat. Petrie az itteni leletek alapján módosította az egyiptomi kronológiát, és iktatta be az I. dinasztia korát megelőző „predinasztikus kor” időszakát. Már Petrie is tisztában volt azzal, hogy ebben a temetőben a hagyományos egyiptomi államszemlélettel szemben az I. dinasztiát megelőző tényleges uralkodókat temettek el.
1912-től 1919-ig Edouard Naville vezette a feltárásokat, majd hosszú szünet következett. 1977-től a Német Régészeti Intézet (DAI) kutatási területe. Az 1980-as és 1990-es években Günter Dreyer jelentős felfedezéseket tett itt.
A legtöbb sír mellett két sztélé állt eredetileg, amelyen a sír tulajdonosának neve állt. Egyes esetekben a másodlagos temetkezés alkalmával is felállítottak sztélét. E sztélék közül azonban egyetlenegy sem maradt meg az eredeti helyén, ezért kérdéses, hogy a sír melyik részén álltak. Az I. dinasztia uralkodóinak sírja körül számos melléktemetkezés található, amelyekben fiatal emberek maradványait találták, ezért az emberáldozattal, vagy önkéntes áldozattal járó királytemetkezésekről beszélhetünk. A melléktemetkezések rendszere a II. dinasztia korában megszűnt, és a későbbi uralkodói nekropoliszokban kísérő temetkezések váltották fel, amikor az előkelők előszeretettel temetkeztek a halott királyok környezetében, de már nem áldozták fel magukat uruk halálakor.

## Jelentősebb sírjai
| kép | sír                    | tulajdonos | méret (kb)                  | melléktemetkezés | megjegyzés |
| --- | ---------------------- | ---------- | --------------------------- | ---------------- | --- |
|     | U-j                    | I. Skorpió | 8×10 m                      |                  | Eredetileg egy ismeretlen nevű nemes sírjának gondolták, és a tulajdonost az U-j jelzet miatt Udzs néven említették. |
|     | B-1/2                  | Iri-Hór    | B-1: 2,5×7 m B-2: 4,5×2,5 m |                  | Flinders Petrie fedezte fel. Két önálló szögletes veremsír, agyagtéglával bélelve. Néhány mai vélemény szerint nem uralkodósír, hanem tárológödör sírstílusban. |
|     | B-7/9                  | I. Ka      | B-7: 6×3,3 m B-9: 6×3 m     |                  | Iri-Hór utódja, a sír az előd másolata. |
|     | B-16/17                | Narmer     | 10×3 m                      |                  | Kétrészes sír, mint elődjei. Itt állhatott először sztélé a sír előtt. |
|     | B-10/13/14/ B-15/16/19 | Hór-Aha    |                             | 36 db.           | Három fő veremből (B-10/15/19), valamint két kisebb melléképületből (B-13/14) álló összetett építmény. A sírkamra a B-15-ben lehetett. A nyugati talán tárolóhelyiségekből áll, a keletiben két felnőtt és öt fiatal oroszlán tetemével. A sírt 36 darab melléktemetkezés kíséri, ahol 25 évnél nem idősebb embereket temettek el. |
|     | B 40/50                | I. Teti    | B-40: 10×8 m B-50: 6×7,5 m  |                  | A B-40 a királyi sírkamara, a B-50 egy négyhelyiséges verem. Befejezetlen sír, feliratok nélkül. Csak feltevés, hogy I. Teti sírja, mivel ez a király csak 10 hónapot uralkodott, majd hirtelen halt meg. |
|     | (U-)O                  | Dzser      | 18,4×17 m                   | 318 db.          | Dzser hatalmas temetkezési körzete 40×70 méter. Sírja – elődeitől eltérően – egyetlen nagy, de bemélyedésekkel tagolt falú kamra. |
|     | (U-)Z                  | Dzset      | 13,5×11,4 m                 | 178 db.          | Dzserhez hasonló sír. A főkamrát körülvevő helyiségek határozott fülkékké alakultak. |
|     | (U-)Y                  | Meritneith | 16,5×14 m                   | 41 db.           | A sír Dzset sírjának továbbfejlesztett változata. A 9×6,3 méteres sírkamrát szimmetrikusan raktárhelyiségek veszik körül. |
|     | (U-)T                  | Den        | 23,5×14 m                   | 121 db.          | A sírkamra alapterülete 15×8,5 méteres. Három oldalon (a déli kivételével) raktárkamrák veszik körül. Ez az első olyan sírkamra, amelyet lépcsőn lehet megközelíteni. Ennek hossza 23,5 méter. |
|     | (U-)X                  | Anedzsib   | 6,8×4,5 m                   | 63 db.           | Den sírjához hasonló tervezésű, lépcsős megközelítésű sír. |
|     | (U-)U                  | Szemerkhet | 16,5×7,5 m                  | 68 db.           | Ebben a sírban a mellékkamrák már két rétegben veszik körül a sírkamrát. Lépcső helyett itt 10 méter hosszú rámpát készítettek. |
|     | (U-)Q                  | II. Ka     | 10×5 m                      | 26 db.           | Ka sírja az utolsó, amelyet melléktemetkezések kísérnek. A tárolókamrák a bejárat előtt helyezkednek el, közöttük húzódik a lépcső. A korszakváltást a temetkezési szünet is mutatja: a II. dinasztia első három uralkodója, Hotepszehemui, Nebré és Ninetjer nem itt temetkezett.                                                 |
|     | (U-)P                  | Peribszen  | 21×18,5 m                   |                  | A sírkamráig húzódó hosszú folyosó kilenc tárolót fűz egybe. Az egész építmény tégla alakú. |
|     | (U-)V                  | Haszehemui | 69×10/17 m                  |                  | Az utolsó királysír Umm el-Kaábban. 54 tárolóhelyiség kapott helyet, a sírkamra körülbelül 5,3×3,3 méteres. Az egész építmény hosszúkás, téglalap alakú. Itt először temettek hajókat (makettek) a király mellé, amelyek bronzból készültek.                                                                                       |